# Brodnicki Park Krajobrazowy
Brodnicki Park Krajobrazowy – park krajobrazowy w Polsce, położony na terenie województw kujawsko-pomorskiego i warmińsko-mazurskiego. 

## Charakterystyka
Park obejmuje swoimi granicami obszary o najwyższych wartościach przyrodniczych i krajobrazowych, o bogatej rzeźbie uformowanej podczas zlodowacenia bałtyckiego w charakterystyczny system trzech rynien polodowcowych, rozcinających wysoczyzny morenowe i pola sandrowe: rynna wschodnia (rzeki Skarlanki) z jeziorami Wielkie Partęczyny, Robotno i Dębno, rynna zachodnia (Strugi Brodnickiej) z jeziorami Mieliwo, Sosno i Łęckim oraz rynna środkowa z jeziorami Cichym i Zbiczno.
Powierzchnia parku po utworzeniu wynosiła 10 462 ha, strefy ochronnej – 11 778 ha. Po rozszerzeniu terenu Parku w 2005 roku jego powierzchnia wynosi 16 685 ha.

## Historia
Orędownikiem utworzenia parku był prof. Zygmunt Czubiński, który już przed II wojną światową postulował stworzenie tej formy ochrony przyrody. Po 1945 większość wskazywanych przez niego obszarów objęto ochroną rezerwatową, a park powołano w 1985 roku jako 25. z kolei obszar chroniony tego rodzaju w Polsce. W 2005 park powiększono o jezioro Bachotek i tzw. Bagienną Dolinę Drwęcy.

## Krajobraz
Rzeźba parku jest owocem działalności lodowca. Większość jego powierzchni to falista wysoczyzna morenowa z licznymi zagłębieniami wypełnionymi jeziorami i torfowiskami, które są połączone siecią cieków i kanałów, tworząc zwarty system hydrologiczny (wody stanowią 8% powierzchni parku) o dużych walorach turystycznych. Wysoczyzna pokryta jest w dużej części lasami. Wykształcił się tutaj typowy krajobraz leśno-pojezierny.

## Jeziora i torfowiska
Na obszarze parku znajduje się 58 jezior o powierzchni większej niż jeden hektar, m.in.: Wielkie Partęczyny, Sosno, Łąkorek, Zbiczno. Łącznie jeziora zajmują 1790 hektarów.
Torfowiska to drugie ważne zbiorowisko parku, przy czym najpospolitsze jest torfowisko niskie (kwaśna łąka). Część torfowisk (Okonek) chronionych było już przed 1939.

## Lasy
Lasy zajmują 40% powierzchni parku, a dominującym gatunkiem jest sosna zwyczajna. Obok niej rosną też: dąb szypułkowy, olcha czarna, buk zwyczajny, jesion wyniosły, brzoza, grab pospolity, wiąz i wierzby. Przebiega tu granica występowania buka i brzęka, a w niedużej odległości także modrzewia polskiego, jaworu i cisa. Świerk nasadzony sztucznie, rośnie poza granicą swego naturalnego zasięgu. Rzadko spotykane są w parku także: wierzba czarniawa, sosna Banksa i dąb czerwony. Najliczniej reprezentowanymi zespołami są bór mieszany i świeży. W borze mieszanym oznaczono 139 gatunków roślin. Występują tu m.in.: konwalia majowa, śmiałek pogięty, orlica pospolita, wężymord niski, gruszyczka. W borze świeżym spotkać można m.in. widłaki i liczną borówkę czernicę. Z lasów liściastych przeważają dębowo-grabowe, a w nich rosną: zawilce, ziarnopłon wiosenny, kokorycz pełna oraz zdrojówka rutewkowata (jedyne stanowisko na Pomorzu). W olsach występuje długosz królewski, a w grądach – obuwik pospolity. 

## Rezerwaty przyrody
- Bachotek – torfowiskowy
- Jar grądowy Cielęta – leśny
- Mieliwo – leśny
- Okonek – torfowiskowy
- Retno – leśny
- Rzeka Drwęca – faunistyczny
- Stręszek – torfowiskowy
- Wyspa na Jeziorze Partęczyny Wielkie – florystyczny
- Żurawie Bagno – torfowiskowy

## Kultura materialna
Ważnym elementem parku krajobrazowego są liczne zabytki kultury materialnej. Należą do nich m.in. wczesnośredniowieczne grodziska nad jeziorami Strażym, Sosno i Kurzyny, zespoły pałacowe w Sumowie, Tomkach, Konojadach, przykłady tradycyjnego budownictwa wiejskiego z XVIII i XIX w. m.in. we wsiach Ciche, Gaj-Grzmięca i Górale czy wiele obiektów sakralnych.